# NBC Sports California
NBC Sports California (a veces abreviado como NBCS California) es un canal regional de deportes americano de propiedad de la NBC Sports Group unidad de NBCUniversal, y opera como una filial de NBC Sports Regional Networks. El canal transmite cobertura regional de eventos deportivos profesionales y universitarios en todo el norte de California, así como programas originales de noticias, debates y entretenimiento relacionados con los deportes.
NBC Sports California está disponible a través de proveedores de televisión por cable y fibra óptica en todo el norte de California y partes de Oregón y el oeste de Nevada. La red mantiene estudios y oficinas principales con sede en la red hermana NBC Sports Bay Area en San Francisco, California.

## Historia

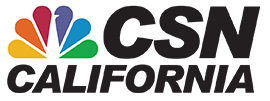
Logo de Comcast SportsNet California del 1 de octubre de 2008 al 1 de abril de 2017

En el verano de 2003, Comcast adquirió los derechos de televisión regional para transmitir los juegos de playoffs de la temporada regular y la primera ronda de los Sacramento Kings. Anteriormente, las transmisiones de juegos del equipo solo estaban disponibles a través de paquetes deportivos de pay per view y en una transmisión alternativa de SportsChannel Bay Area, propiedad de Cablevision. Como resultado, Comcast creó una nueva red regional de deportes para transmitir los juegos del equipo; la red se lanzó como Comcast SportsNet West en octubre de 2004, coincidiendo con el inicio de la temporada regular de los Kings.
Aunque la red se centró originalmente en la región del norte de California, comenzó a expandir su cobertura para servir como complemento de Comcast SportsNet Bay Area. Esto comenzó con el cambio de marca de la red a Comcast SportsNet California en septiembre de 2008; Posteriormente, se convirtió en la emisora oficial de los Oakland Athletics (que anteriormente transmitían sus juegos en Comcast SportsNet Bay Area, además de los Gigantes de San Francisco) para la temporada 2009 de Grandes Ligas, transmitiendo 145 juegos de temporada regular ese año (un aumento sustancial de 37 retransmisiones en 2008). Los San Jose Sharks siguieron a los A de CSN Bay Area para la Temporada 2009-10 de la NHL, con un aumento similar en las transmisiones de juegos con 75 juegos que se muestran en general (50 de los cuales fueron televisados en alta definición). Con el relanzamiento, Comcast SportsNet Bay Area y California fusionaron la cobertura editorial en sus respectivos sitios web regionales. Muchos proveedores de cable en el Área de la Bahía de San Francisco que anteriormente llevaban CSN California a través de cable digital, han trasladado la red a niveles de cable básicos.
En septiembre de 2009, expiró el contrato de transporte de CSN California con Dish Network; sin embargo, el proveedor de satélite continuó llevando la red en el ínterin mientras las dos partes intentaban llegar a un contrato renovado. Las negociaciones se prolongaron durante meses, lo que llevó a Dish a presentar una solicitud a la Comisión Federal de Comunicaciones para participar en audiencias de arbitraje para formalizar un trato. Dish Network perdió su caso y eliminó Comcast SportsNet California de su alineación el 24 de noviembre de 2010. El 3 de febrero de 2011, Dish Network restauró CSN California después de que el proveedor de satélite llegara a un acuerdo para transmitir el canal sin ningún arbitraje legal.
En septiembre de 2012, Comcast SportsNet California y sus medios hermanos Comcast SportsNet dejaron de transmitir la programación proporcionada por Fox Sports Networks, después de no llegar a un acuerdo para continuar con los programas de distribución nacional de FSN.
En julio de 2014, CSN California alcanzó un nuevo acuerdo de 20 años por los derechos regionales de los Sacramento Kings a partir de la temporada 2013-14, con un valor estimado de casi $ 700 millones durante la duración del contrato. El contrato incrementó el número de juegos transmitidos por CSN por temporada de 70 a 80 con respecto a la temporada anterior (donde se sindicaba un paquete a la televisión terrestre), hizo que la cadena se hiciera cargo de las ventas de publicidad durante las transmisiones y se comprometiera a transmitir una mayor cantidad de programación relacionada con el equipo (incluidos programas previos y posteriores a los juegos y un programa mensual de Kings Central).
El 22 de marzo de 2017, Comcast anunció que CSN California cambiaría su nombre a NBC Sports California el 2 de abril de 2017, en una medida destinada a "asociar mejor el prestigioso legado de NBC Sports con la fuerza de la cobertura deportiva local de Comcast Sports Networks en Northern California".

## Programación

### Cobertura deportiva
NBC Sports California tiene los derechos regionales de televisión por cable a los Oakland Athletics de las Grandes Ligas, los San Jose Sharks de la NHL, y los Sacramento Kings de la NBA. La cadena produce sus programas previos y posteriores a los juegos para Oakland Athletics, ya sea en el lugar durante los juegos en casa, o en el set de SportsNet Central en los estudios de NBC Sports Bay Area durante los juegos fuera de casa. La estación también transmite Shark Byte , un programa de revista que se centra en los San Jose Sharks que se originó en Comcast SportsNet Bay Area.
La cadena también transmite simultáneamente transmisiones televisivas producidas por NBC Sports Bay Area de juegos que involucran a la franquicia de las Grandes Ligas de Béisbol de los Gigantes de San Francisco y los San Jose Earthquakes de la Major League Soccer. La red también transmite juegos del San Jose Barracuda de la American Hockey League. Antiguamente juegos de la emisión de los Sacramento Monarchs de la WNBA hasta que el equipo dobló en 2009; los Sacramento Mountain Lions desde 2009 hasta que se retiró la United Football League; los California Cougars de MASL hasta ese equipo dobló en 2011, y de la AFL San José SaberCats. La red también lleva la programación relacionada con Las Vegas Raiders de la NFL, en un remanente de cuando el equipo jugó en Oakland.
NBC Sports California también televisa deportes universitarios en los que participan escuelas del norte de California, como St. Mary's College, la Universidad de San Francisco, la Universidad del Pacífico y la Universidad de Santa Clara. El canal anteriormente transmitía eventos deportivos relacionados con los California Golden Bears y Stanford Cardinal que no estaban en la televisión nacional hasta la formación de Pac-12 Network en agosto de 2012. Algunos eventos deportivos de escuelas secundarias también se transmiten ocasionalmente en la red, incluida la escuela secundaria semanal. partidos de fútbol los viernes por la noche durante el otoño.

### Otra programación
NBC Sports California actualmente transmite el programa original de NBC Sports Bay Area Chronicle Live , un programa de debate deportivo producido en conjunto con el San Francisco Chronicle, cada noche de semana a las 12:00 a. m. La cadena también transmite una transmisión simultánea de video en vivo de The Gary Radnich Show (presentado por el presentador de deportes desde hace mucho tiempo en KRON-TV, afiliada de MyNetworkTV) desde KNBR (680 y 1050 a. m .) en San Francisco todos los días de la semana de 9:00 a. m. a 12:00 p. evento en cualquiera de los puntos de venta. NBC Sports California también transmitió anteriormente el "Raiders Report", un programa semanal que presenta noticias y momentos destacados de los juegos en los Oakland Raiders. En septiembre de 2009, el programa fue reemplazado por un programa en vivo posterior al juego que se transmitió inmediatamente después de las transmisiones por televisión de los juegos de los Raiders.

## Personal

### Personal actual
- Shooty Babitt - Presentador del estudio de atletismo
- Jamie Baker - analista de color de tiburones
- Brodie Brazil - Presentador del estudio Sharks and Athletics
- Curtis Brown - analista de Sharks Studio
- Vince Cotroneo - Locutor alterno de atletismo jugada por jugada
- Doug Christie - analista de color de Kings
- Kayte Christensen - reportera de los Kings de Sacramento
- Chris Dangerfield - analista de color de Earthquakes
- Kyle Draper - locutor sustituto de los Kings
- Ray Fosse - analista de color de atletismo
- Randy Hahn - locutor principal de Sharks, jugada por jugada
- Bret Hedican - Comentarista de color de radio principal de Sharks y comentarista de color sustituto de Sharks
- Mark Jones - locutor de los Kings juego por juego
- David Maley - comentarista de radio en color sustituto de los tiburones
- Ken Korach - Locutor alterno de atletismo jugada por jugada
- Jim Kozimor - Anfitrión de SportsTalk Live
- Glen Kuiper - locutor de atletismo jugada por jugada
- Anthony Passarelli - locutor de Earthquakes jugada por jugada
- Dan Rusanowsky - Locutor de radio principal de Sharks play-by-play
- Danielle Slaton - reportera de Earthquakes

## Servicios relacionados

### NBC Sports California HD
NBC Sports California HD es una transmisión simultánea de alta definición 1080i de Comcast SportsNet California. La transmisión transmite todas las transmisiones por televisión de los partidos en casa de los Sacramento Kings, así como todos los juegos en casa y algunos como visitantes que involucran a los San Jose Sharks en HD. En 2010, CSN California comenzó a transmitir todos los juegos de atletismo en alta definición.